# 信俊杰
信俊杰（1915年—1993年），男，河北巨鹿人，中华人民共和国政治人物，曾任湖北省革命委员会副主任，湖北省军区司令员，江西省军区司令员，江西省人大常委会副主任，第四届全国人大代表。